# Мосякин, Иван Яковлевич
Иван Яковлевич Мосякин (1 июля 1947, д. Воронино, Орловская область — 4 июня 2022, Орёл) — советский и российский политический деятель, депутат Государственной Думы Федерального Собрания РФ IV созыва (2003—2007), Председатель Орловского областного Совета народных депутатов IV созыва (2007—2011).

## Биография
Родился в крестьянской семье.
Окончил педагогическое училище (1966), Орловский государственный педагогический институт (1975) и Горьковскую высшую партийную школу (1978), кандидат исторических наук, член-корреспондент Академии педагогических и социальных наук.
И. Я. Мосякин работал комсомольским работником в Дмитровском районе Орловской области, был председателем Дмитровского райисполкома.
С 1993 по 2003 год — заместитель губернатора Орловской области Е. С. Строева, начальник департамента социальной политики администрации Орловской области. Также был заместителем председателя региональной организации движения «Наш дом — Россия».
В декабре 2003 года И. Я. Мосякин был избран депутатом Государственной Думы РФ четвёртого созыва по Орловскому одномандатному избирательному округу Nо 134 Орловской области, был членом фракции «Единая Россия», в 2004 году — первый заместитель председателя Комитета по труду и социальной политике.
В 2007—2011 годах — секретарь политического совета регионального отделения партии «Единая Россия».
11 марта 2007 года И. Я. Мосякин был избран депутатом, а затем — председателем Орловского областного Совета народных депутатов четвёртого созыва. После своего избрания председателем Орловского облсовета сложил полномочия депутата Государственной Думы РФ.
В мае 2011 года досрочно сложил полномочия председателя облсовета и секретаря политсовета реготделения «Единая Россия» в связи с переходом на работу советником губернатора Орловской области. В октябре 2012 года избран председателем регионального отделения Союза пенсионеров России.
Был женат, два сына.
Скончался 4 июня 2022 года в Орле.

## Награды и звания
- Орден Дружбы
- Орден Почёта (2006)[4]
- Орден За заслуги перед Отечеством IV степени (2007)[5]
- Орден РПЦ Святого Князя Даниила Московского
- Нагрудный знак «Почетный работник общего образования РФ»
- Нагрудный знак «За заслуги в развитии физкультуры и спорта»
- Памятный знак Председателя Государственной Думы Федерального собрания «100 лет со дня учреждения Государственной Думы в России».

Летом 2012 года решением горсовета ему присвоено звание Почётного гражданина Орла.